# Bill Northam
William Herbert Northam dit Bill Northam  est un skipper australien né le 28 septembre 1905 à Torquay (Royaume-Uni) et mort le 6 septembre 1988 à  Woollahra. 

## Carrière
Bill Northam remporte lors des Jeux olympiques d'été de 1964 la médaille d'or en classe 5,5 mètres sur Barrenjoey.